# Cándido Camero
Cándido Camero wł. Candido de Guerra Camero, również Cándido (ur. 22 kwietnia 1921 w Hawanie, zm. 7 listopada 2020 w Nowym Jorku) – kubański perkusista, grający na kongach i bongosach. Grał także na tresach, perkusji i basie akustycznym. Pracował w wielu gatunkach muzyki popularnej od popu, rocka, R&B i disco po afro-kubańską muzykę taneczną i latynoski jazz.

## Życiorys
Urodził się w San Antonio de los Baños, niedaleko Hawany. Nauczył się grać na puszkach mleka skondensowanego. Później przeniósł się do Hawany. Ojciec Camero nauczył go grać na gitarze tres. Nauczył się także grać na basie, bongosach i kongach, z których te ostatnie stały się później jego podstawowym instrumentem.
Na początku swojej kariery grał jako conguero w Tropicana Club. Przeniósł się do Nowego Jorku w 1946 lub 1947, po przyjeździe do miasta na wycieczkę. Po raz pierwszy wystąpił w Nowym Jorku w muzycznej rewii Tidbits w Plymouth Theatre na Broadwayu w 1946, wspierając kubański zespół taneczny Carmen i Rolando. W 1948 nagrał swoje pierwsze nagranie w USA z Machito and His Afro-Cubans w utworze „El Rey del Mambo”, a także współpracował z Dizzy Gillespie. W latach 1953–1954 był w Billy Taylor Trio, aw 1954 występował i nagrywał ze Stanem Kentonem.
Jako jeden z najbardziej znanych congueros w USA, Camero występował w programach rozrywkowych, takich jak The Jackie Gleason Show i The Ed Sullivan Show.
Album Camero, Inolvidable, był nominowany do nagrody Grammy w kategorii Best Tropical Latin Album w 2004. Otrzymał National Endowment for Arts Jazz Masters Award w 2008 roku. W następnym roku otrzymał nagrodę Latin Recording Academy Lifetime Achievement Award.
Dokument o Camero zatytułowany Candido: Hands of Fire został wydany w 2006.
Zmarł 7 listopada 2020 w swoim domu w Nowym Jorku. Miał 99 lat.